# Polidoro de Caravaggio

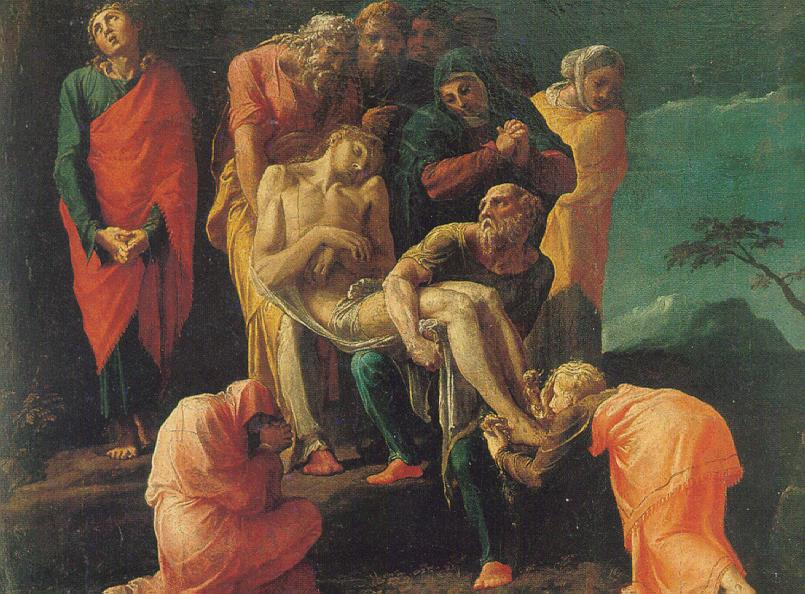
A Deposição de Cristo - Reggia di Capodimonte

Polidoro Caldara, (Caravaggio, c. 1495 — Messina, 1543), mais conhecido como Polidoro de Caravaggio foi um pintor da Renascença,  pupilo de Rafael,  melhor conhecido por suas obras decorando as fachadas romanas. Ele não tinha nenhuma relação com Michelângelo Merisi de Caravaggio, famoso pintor do barroco, além de provirem da mesma cidade. Alguns estudiosos acham que  Merisi agregou o nome Caravaggio ao seu, no início da carreira, para aproveitar a alta reputação de Polidoro Caldara.

## Vida
De acordo com Vasari, enquanto trabalhava como ajudante, carregando materiais para os construtores do Vaticano, ficou amigo de vários artistas, começou a pintar e atraiu a atenção de Maturino da Firenze, um dos principais assistentes de Rafael. Passou então a frequentar o estúdio de Rafael e a ajudar nas decorações dos aposentos do Vaticano.
Ele e Maturino se estabeleceram como decoradores de fachadas dos palácios romanos, até a invasão de Roma pelo exército de Carlos V, quando Maturino foi morto e Polidoro foi para Nápoles e depois Messina, onde se estabeleceu com sucesso.
Estava preparando seu retorno a Roma quando foi morto por um assistente, em 1543.

## Obra
Algumas das principais obras de Polidoro de Caravaggio são uma Cruxificação, pintada em Messina e A Deposição de Cristo (1527) e Cristo Carregando a Cruz (1530-34), ambas no Museu de Capodimonte, em Nápoles, que tem a melhor coleção de suas obras.
Elas tem um estilo individual, de técnica livre e expressão poderosa. O último quadro citado tem uma considerável influência do norte da Europa, provavelmente refletindo ligações comerciais existentes entre a Sicília e os Países Baixos.
Seus outros trabalhos, como os de sua parceria com Maturino, na sua maioria pereceram por serem na parte externa das fachadas dos palácios, mas foram referidas por autores coevos como Alberti. Uma série de nove pequenos painéis de madeira, dos quais oito estão atualmente na Galeria Nacional de Londres e o nono no Louvre, dão uma ideia da qualidade de seus trabalhos decorativos.

## Ver também

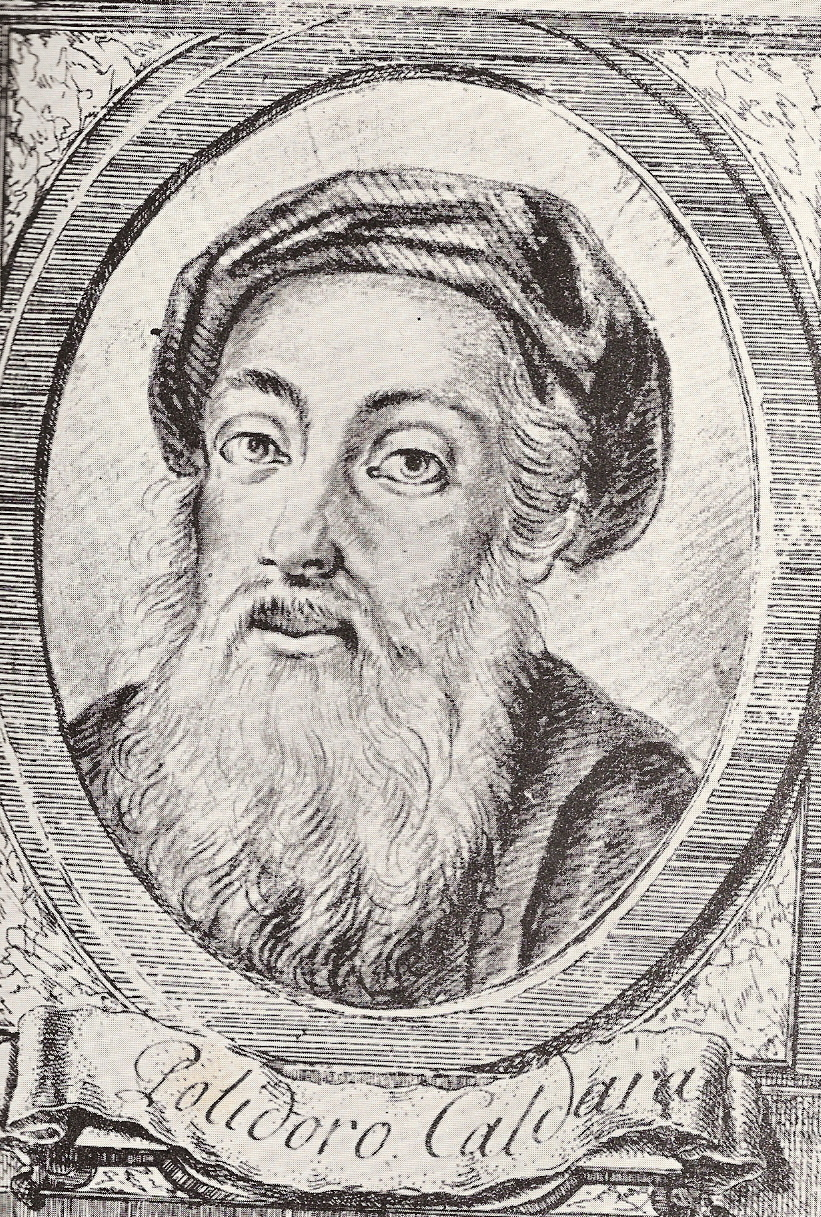
Retrato de Polidoro Caldara no livro Le vite de pittori messinesi, Francesco Susinno, 1724
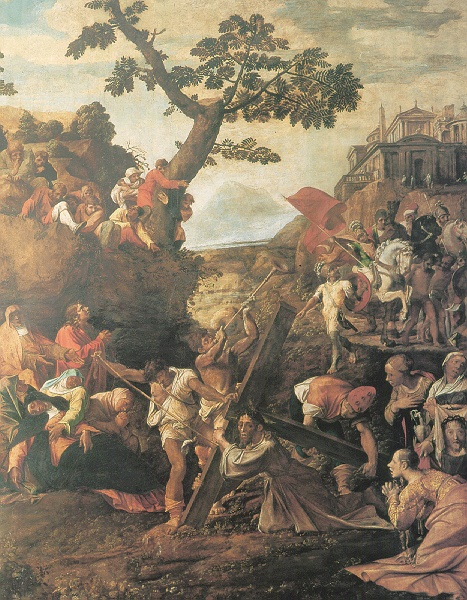
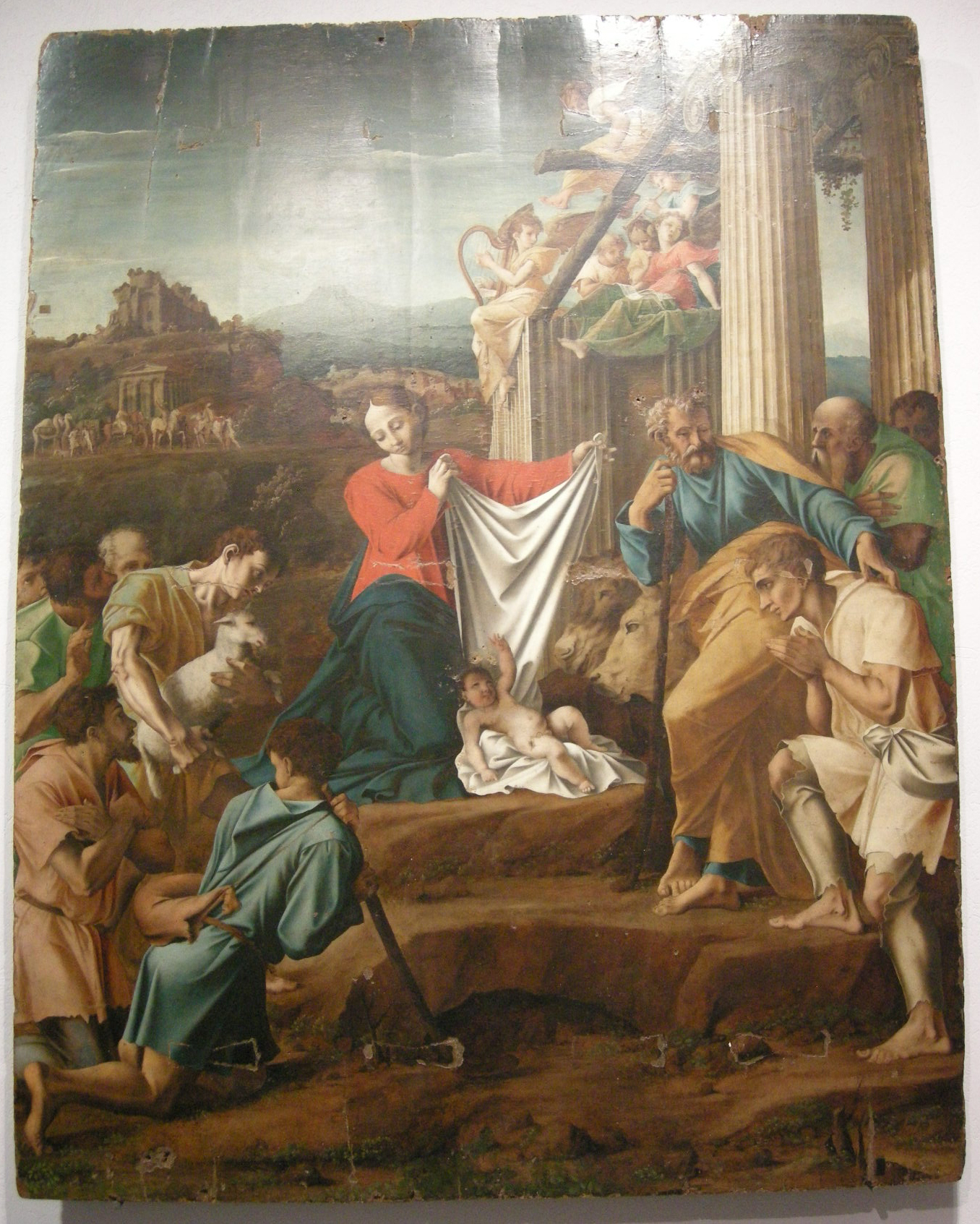
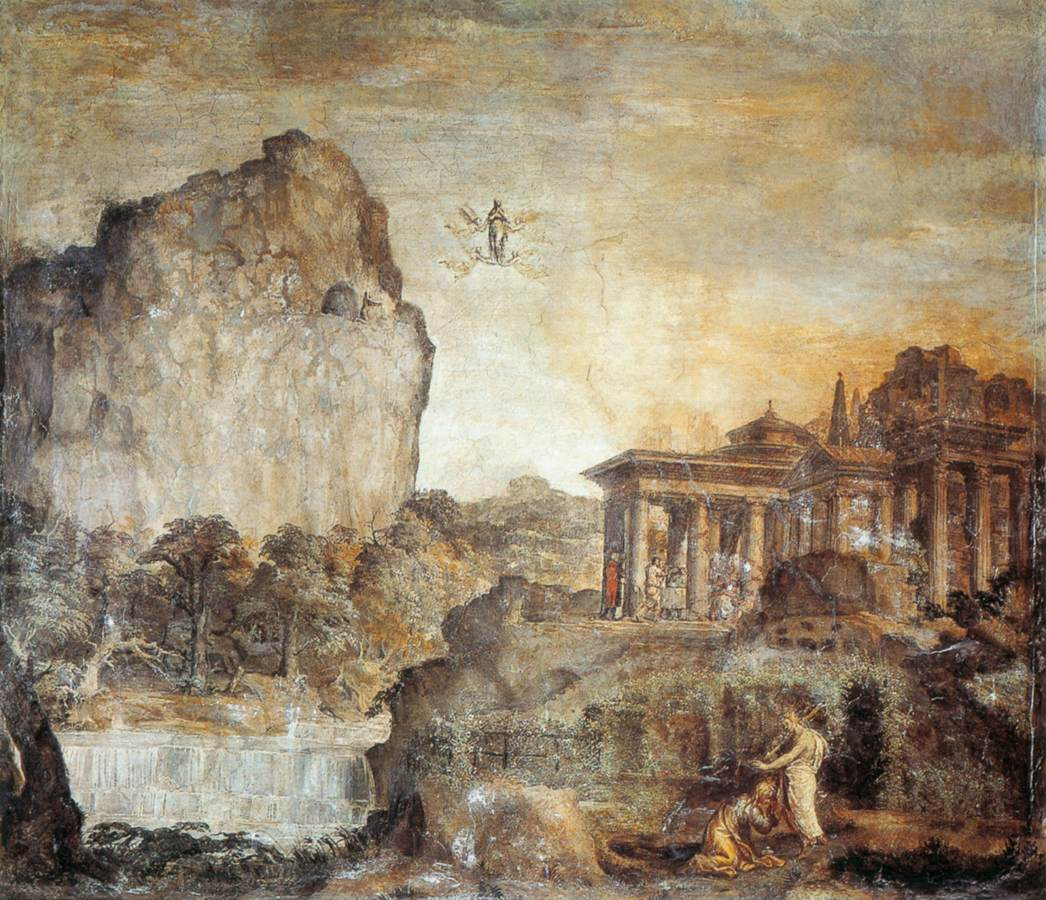
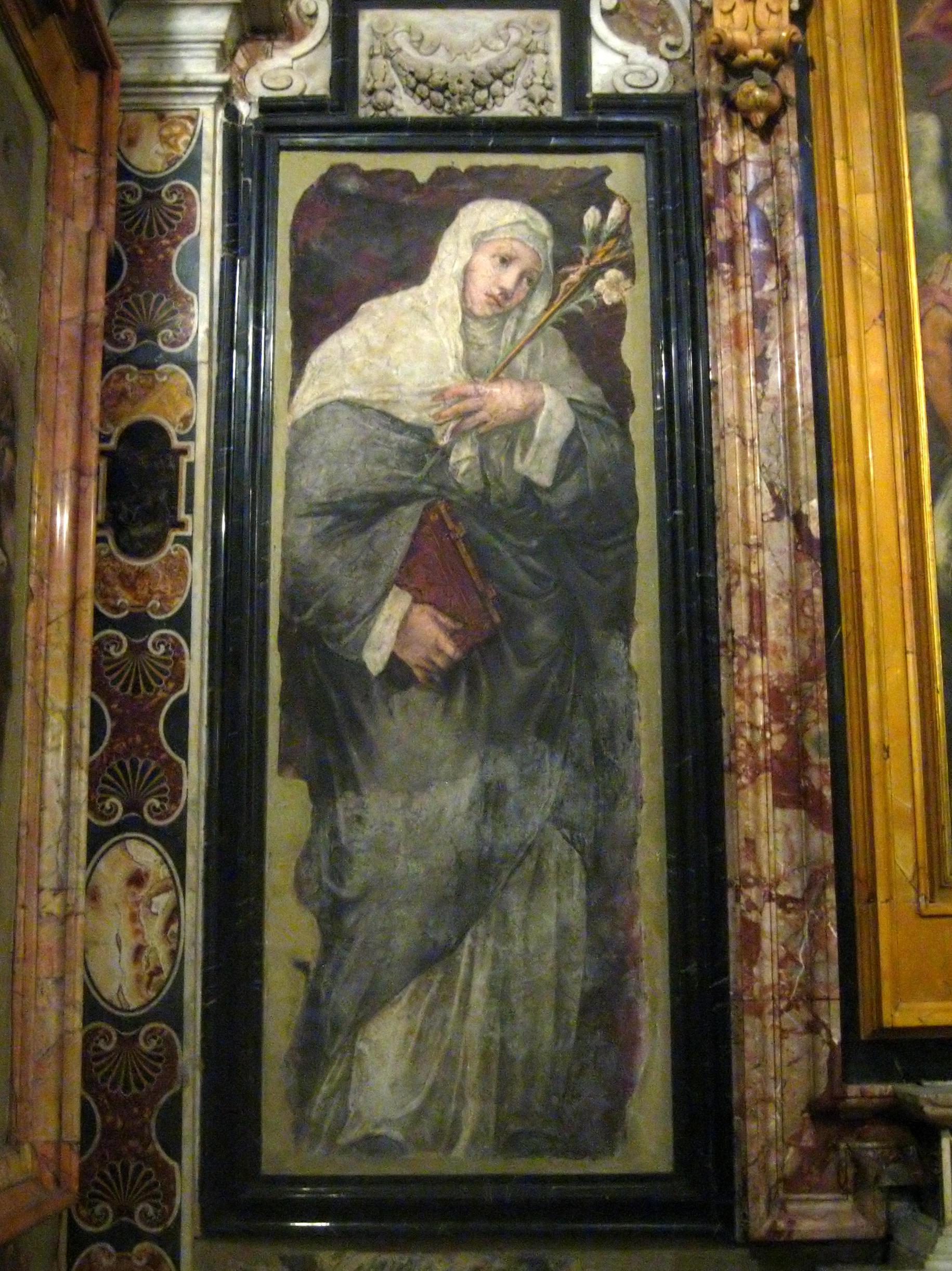